# Campionati austriaci di sci alpino 2014
I Campionati austriaci di sci alpino 2014 si sono svolti a Innerkrems e Montafon tra il 4 gennaio e il 27 marzo. Il programma ha incluso gare di discesa libera, supergigante, slalom gigante, slalom speciale e supercombinata, tutte sia maschili sia femminili.
Trattandosi di competizioni valide anche ai fini del punteggio FIS, vi hanno partecipato anche sciatori di altre federazioni, senza che questo consentisse loro di concorrere al titolo nazionale austriaco. 

## Risultati

### Uomini

#### Discesa libera
| Pos. | Atleta              | Nazione  | Tempo   |
| ---- | ------------------- | -------- | ------- |
| 1    | Martin Čater        | Slovenia | 1:15,78 |
| 2    | Frederic Berthold   | Austria  | 1:15,98 |
| 3    | Andrej Šporn        | Slovenia | 1:16,28 |
| 4    | Alek Glebov         | Russia   | 1:16,61 |
| 5    | Daniel Danklmaier   | Austria  | 1:16,69 |
| 6    | Matthias Mayer      | Austria  | 1:16,85 |
| 7    | Sebastian Arzt      | Austria  | 1:16,91 |
| 8    | Daniel Hemetsberger | Austria  | 1:17,07 |
| 9    | Christian Walder    | Austria  | 1:17,20 |
| 10   | Ivica Kostelić      | Croazia  | 1:17,34 |

Data: 26 marzo

Località: Innerkrems

Ore: 

Pista: 

Partenza: 2 128 m s.l.m.

Arrivo: 1 555 m s.l.m.

Dislivello: 573 m

Tracciatore: Thomas Trinker

#### Supergigante
| Pos. | Atleta              | Nazione  | Tempo   |
| ---- | ------------------- | -------- | ------- |
| 1    | Daniel Hemetsberger | Austria  | 1:13,32 |
| 2    | Thomas Mayrpeter    | Austria  | 1:13,52 |
| 3    | Mario Karelly       | Austria  | 1:13,62 |
| 4    | Martin Čater        | Slovenia | 1:13,78 |
| 5    | Klaus Kröll         | Austria  | 1:13,86 |
| 6    | Christian Walder    | Austria  | 1:13,87 |
| 7    | Ivica Kostelić      | Croazia  | 1:14,02 |
| 8    | Markus Dürager      | Austria  | 1:14,14 |
| 9    | Manuel Kramer       | Austria  | 1:14,16 |
| 10   | Johannes Kröll      | Austria  | 1:14,31 |

Data: 27 marzo

Località: Innerkrems

Ore: 

Pista: 

Partenza: 2 060 m s.l.m.

Arrivo: 1 578 m s.l.m.

Dislivello: 482 m

Tracciatore: Christian Perner

#### Slalom gigante
| Pos. | Atleta              | Nazione   | Tempo   |
| ---- | ------------------- | --------- | ------- |
| 1    | Kryštof Krýzl       | Rep. Ceca | 1:51,47 |
| 2    | Sergej Majtakov     | Russia    | 1:52,28 |
| 3    | Philipp Schörghofer | Austria   | 1:52,36 |
| 4    | Magnus Walch        | Austria   | 1:52,43 |
| 5    | Sandro Jenal        | Svizzera  | 1:52,58 |
| 6    | Elia Zurbriggen     | Svizzera  | 1:52,92 |
| 7    | Marcel Mathis       | Austria   | 1:52,99 |
| 8    | Gino Caviezel       | Svizzera  | 1:53,05 |
| 9    | Pavel Trichičev     | Russia    | 1:53,23 |
| 10   | Alexander Schmid    | Germania  | 1:53,29 |

Data: 18 marzo

Località: Montafon

1ª manche:

Ore: 

Pista: 

Partenza: 2 055 m s.l.m.

Arrivo: 1 770 m s.l.m.

Dislivello: 285 m

Tracciatore: Georg Höllrigl

2ª manche:

Ore: 

Pista: 

Partenza: 2 055 m s.l.m.

Arrivo: 1 770 m s.l.m.

Dislivello: 285 m

Tracciatore: Andreas Puelacher

#### Slalom speciale
| Pos. | Atleta           | Nazione  | Tempo   |
| ---- | ---------------- | -------- | ------- |
| 1    | Reinfried Herbst | Austria  | 1:26,54 |
| 2    | Ramon Zenhäusern | Svizzera | 1:26,56 |
| 3    | Wolfgang Hörl    | Austria  | 1:26,78 |
| 4    | Manuel Feller    | Austria  | 1:27,01 |
| 5    | Marc Gini        | Svizzera | 1:27,11 |
| 5    | Dominik Stehle   | Germania | 1:27,11 |
| 7    | Linus Straßer    | Germania | 1:27,22 |
| 8    | Philipp Schmid   | Germania | 1:27,33 |
| 9    | Roberto Nani     | Italia   | 1:27,96 |
| 10   | Michael Matt     | Austria  | 1:28,02 |

Data: 19 marzo

Località: Montafon

1ª manche:

Ore: 

Pista: 

Partenza: 1 976 m s.l.m.

Arrivo: 1 822 m s.l.m.

Dislivello: 154 m

Tracciatore: Martin Marinac

2ª manche:

Ore: 

Pista: 

Partenza: 1 976 m s.l.m.

Arrivo: 1 822 m s.l.m.

Dislivello: 154 m

Tracciatore: Martin Schrott

#### Supercombinata
| Pos. | Atleta                | Nazione     | Tempo   |
| ---- | --------------------- | ----------- | ------- |
| 1    | Frederic Berthold     | Austria     | 1:40,58 |
| 2    | Ivica Kostelić        | Croazia     | 1:40,63 |
| 3    | Andraž Reich Pogladič | Slovenia    | 1:40,71 |
| 4    | Tim Jitloff           | Stati Uniti | 1:40,90 |
| 5    | Daniel Danklmaier     | Austria     | 1:41,05 |
| 6    | Ryan Cochran-Siegle   | Stati Uniti | 1:41,19 |
| 7    | Natko Zrnčić-Dim      | Croazia     | 1:41,33 |
| 8    | Martin Čater          | Slovenia    | 1:41,39 |
| 9    | Bernhard Graf         | Austria     | 1:41,42 |
| 10   | Martin Vráblík        | Rep. Ceca   | 1:41,79 |

Data: 4 gennaio

Località: Innerkrems

1ª manche:

Ore: 

Pista: 

Partenza: 

Arrivo: 

Dislivello: 

Tracciatore:

2ª manche:

Ore: 

Pista: 

Partenza: 

Arrivo: 

Dislivello: 

Tracciatore:

### Donne

#### Discesa libera
| Pos. | Atleta             | Nazione | Tempo   |
| ---- | ------------------ | ------- | ------- |
| 1    | Mirjam Puchner     | Austria | 1:23,30 |
| 2    | Elisabeth Görgl    | Austria | 1:23,73 |
| 3    | Nicole Schmidhofer | Austria | 1:24,08 |
| 4    | Ramona Siebenhofer | Austria | 1:24,18 |
| 5    | Stefanie Moser     | Austria | 1:24,57 |
| 6    | Tamara Tippler     | Austria | 1:24,89 |
| 7    | Cornelia Hütter    | Austria | 1:24,96 |
| 8    | Dajana Dengscherz  | Austria | 1:25,20 |
| 9    | Kerstin Nicolussi  | Austria | 1:25,24 |
| 10   | Nadine Tschernitz  | Austria | 1:25,60 |

Data: 25 marzo

Località: Innerkrems

Ore: 

Pista: 

Partenza: 

Arrivo: 

Dislivello: 

Tracciatore:

#### Supergigante
| Pos. | Atleta              | Nazione  | Tempo   |
| ---- | ------------------- | -------- | ------- |
| 1    | Rosina Schneeberger | Austria  | 1:16,38 |
| 2    | Elisabeth Görgl     | Austria  | 1:16,62 |
| 3    | Anna Fenninger      | Austria  | 1:16,74 |
| 4    | Cornelia Hütter     | Austria  | 1:16,74 |
| 5    | Lisa-Maria Reiss    | Austria  | 1:16,99 |
| 6    | Tamara Tippler      | Austria  | 1:17,07 |
| 7    | Edit Miklós         | Ungheria | 1:17,12 |
| 8    | Nicole Schmidhofer  | Austria  | 1:17,26 |
| 9    | Kerstin Nicolussi   | Austria  | 1:17,41 |
| 10   | Nicole Walder       | Austria  | 1:17,64 |

Data: 27 marzo

Località: Innerkrems

Ore: 

Pista: 

Partenza: 2 060 m s.l.m.

Arrivo: 1 578 m s.l.m.

Dislivello: 482 m

Tracciatore: Florian Winkler

#### Slalom gigante
| Pos. | Atleta               | Nazione | Tempo   |
| ---- | -------------------- | ------- | ------- |
| 1    | Kathrin Zettel       | Austria | 1:53,12 |
| 2    | Rosina Schneeberger  | Austria | 1:53,33 |
| 3    | Stephanie Brunner    | Austria | 1:54,01 |
| 4    | Katharina Truppe     | Austria | 1:54,22 |
| 5    | Eva-Maria Brem       | Austria | 1:54,38 |
| 6    | Mirjam Puchner       | Austria | 1:54,55 |
| 7    | Andrea Fischbacher   | Austria | 1:54,58 |
| 8    | Carmen Thalmann      | Austria | 1:54,61 |
| 9    | Michaela Kirchgasser | Austria | 1:54,71 |
| 10   | Kerstin Maier        | Austria | 1:54,95 |

Data: 19 marzo

Località: Montafon

1ª manche:

Ore: 

Pista: 

Partenza: 2 055 m s.l.m.

Arrivo: 1 770 m s.l.m.

Dislivello: 285 m

Tracciatore: Thomas Trinker

2ª manche:

Ore: 

Pista: 

Partenza: 2 055 m s.l.m.

Arrivo: 1 770 m s.l.m.

Dislivello: 285 m

Tracciatore: Stefan Bürgler

#### Slalom speciale
| Pos. | Atleta               | Nazione  | Tempo   |
| ---- | -------------------- | -------- | ------- |
| 1    | Kathrin Zettel       | Austria  | 1:29,45 |
| 2    | Michaela Kirchgasser | Austria  | 1:30,66 |
| 3    | Bernadette Schild    | Austria  | 1:30,74 |
| 4    | Lisa-Maria Zeller    | Austria  | 1:31,10 |
| 5    | Alexandra Daum       | Austria  | 1:31,12 |
| 6    | Veronika Staber      | Germania | 1:31,18 |
| 7    | Anémone Marmottan    | Francia  | 1:31,26 |
| 8    | Marlene Schmotz      | Germania | 1:31,35 |
| 9    | Carmen Thalmann      | Austria  | 1:31,54 |
| 10   | Monica Hübner        | Germania | 1:31,56 |
| 10   | Rosina Schneeberger  | Austria  | 1:31,56 |

Data: 18 marzo

Località: Montafon

1ª manche:

Ore: 

Pista: 

Partenza: 1 976 m s.l.m.

Arrivo: 1 824 m s.l.m.

Dislivello: 152 m

Tracciatore: Martin Kroisleitner

2ª manche:

Ore: 

Pista: 

Partenza: 1 976 m s.l.m.

Arrivo: 1 824 m s.l.m.

Dislivello: 152 m

Tracciatore: Thomas Bacher

#### Supercombinata
| Pos. | Atleta             | Nazione  | Tempo   |
| ---- | ------------------ | -------- | ------- |
| 1    | Anna Fenninger     | Austria  | 1:47,42 |
| 2    | Sabrina Maier      | Austria  | 1:48,09 |
| 3    | Ramona Siebenhofer | Austria  | 1:48,10 |
| 4    | Maruša Ferk        | Slovenia | 1:48,14 |
| 5    | Franziska Gritsch  | Austria  | 1:48,28 |
| 6    | Ariane Rädler      | Austria  | 1:48,38 |
| 7    | Pia Schmid         | Austria  | 1:48,53 |
| 8    | Elena Jakovišina   | Russia   | 1:48,69 |
| 9    | Andrea Komšić      | Croazia  | 1:48,73 |
| 10   | Dajana Dengscherz  | Austria  | 1:48,85 |

Data: 8 gennaio

Località: Innerkrems

1ª manche:

Ore: 

Pista: 

Partenza: 

Arrivo: 

Dislivello: 

Tracciatore:

2ª manche:

Ore: 

Pista: 

Partenza: 

Arrivo: 

Dislivello: 

Tracciatore: